# Market Deeping
Market Deeping är en ort och civil parish i Storbritannien.   Den ligger i grevskapet Lincolnshire och riksdelen England, i den sydöstra delen av landet, 130 km norr om huvudstaden London. Market Deeping ligger 10 meter över havet och antalet invånare är 13 891.
Terrängen runt Market Deeping är platt. Runt Market Deeping är det tätbefolkat, med 427 invånare per kvadratkilometer. Närmaste större samhälle är Peterborough, 12,3 km söder om Market Deeping. Trakten runt Market Deeping består till största delen av jordbruksmark.